# Văn Thánh Miếu Cao Lãnh

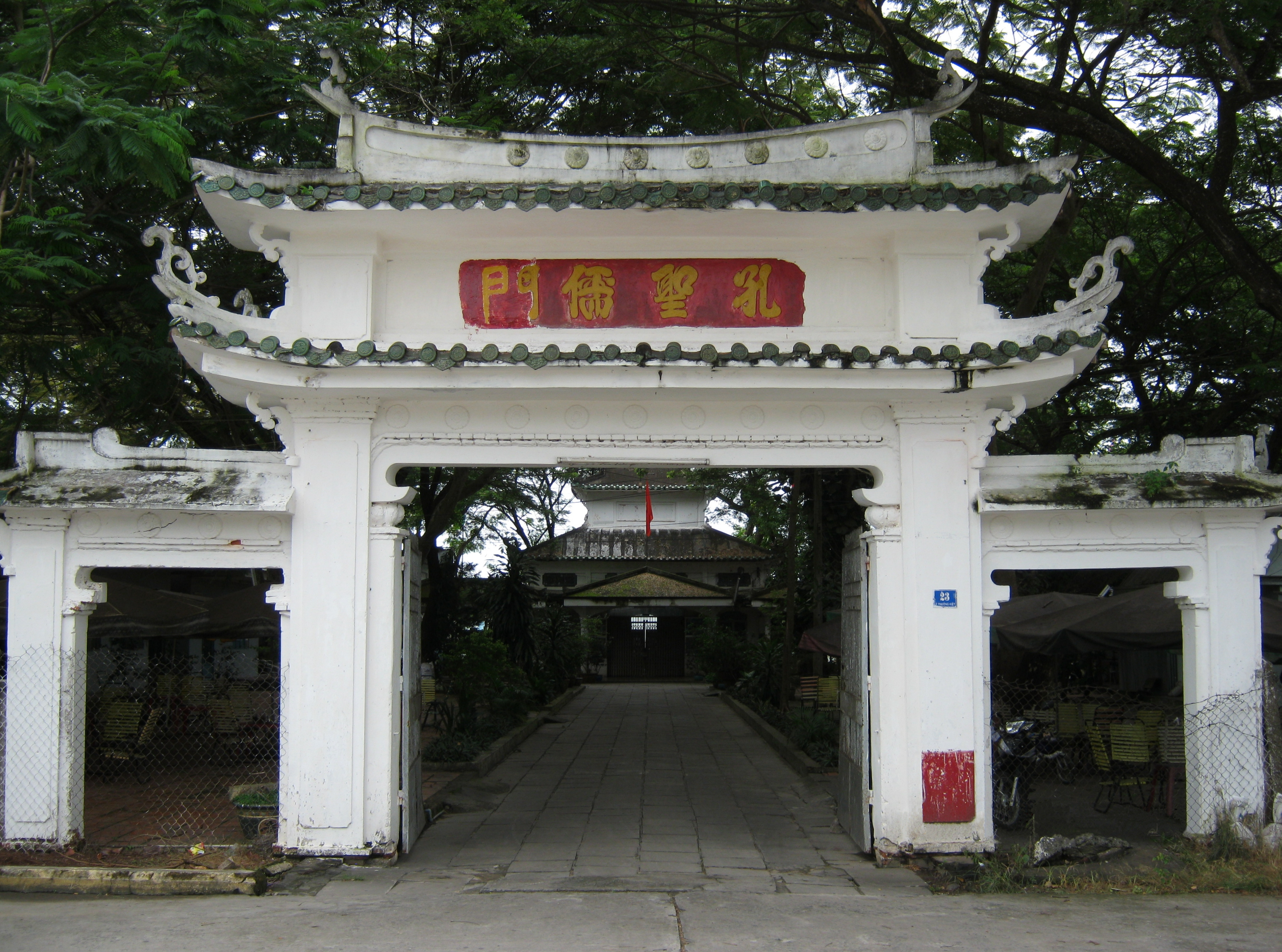
Văn Thánh Miếu Cao Lãnh

Văn Thánh Miếu Cao Lãnh hiện tọa lạc tại phường 1, thành phố Cao Lãnh, tỉnh Đồng Tháp, Việt Nam. Đây là một công trình nhằm khuyến khích mọi người dân địa phương tham gia học tập, nâng cao trí thức, đồng thời khôi phục, bảo tồn những tinh túy của Nho học .

## Giới thiệu

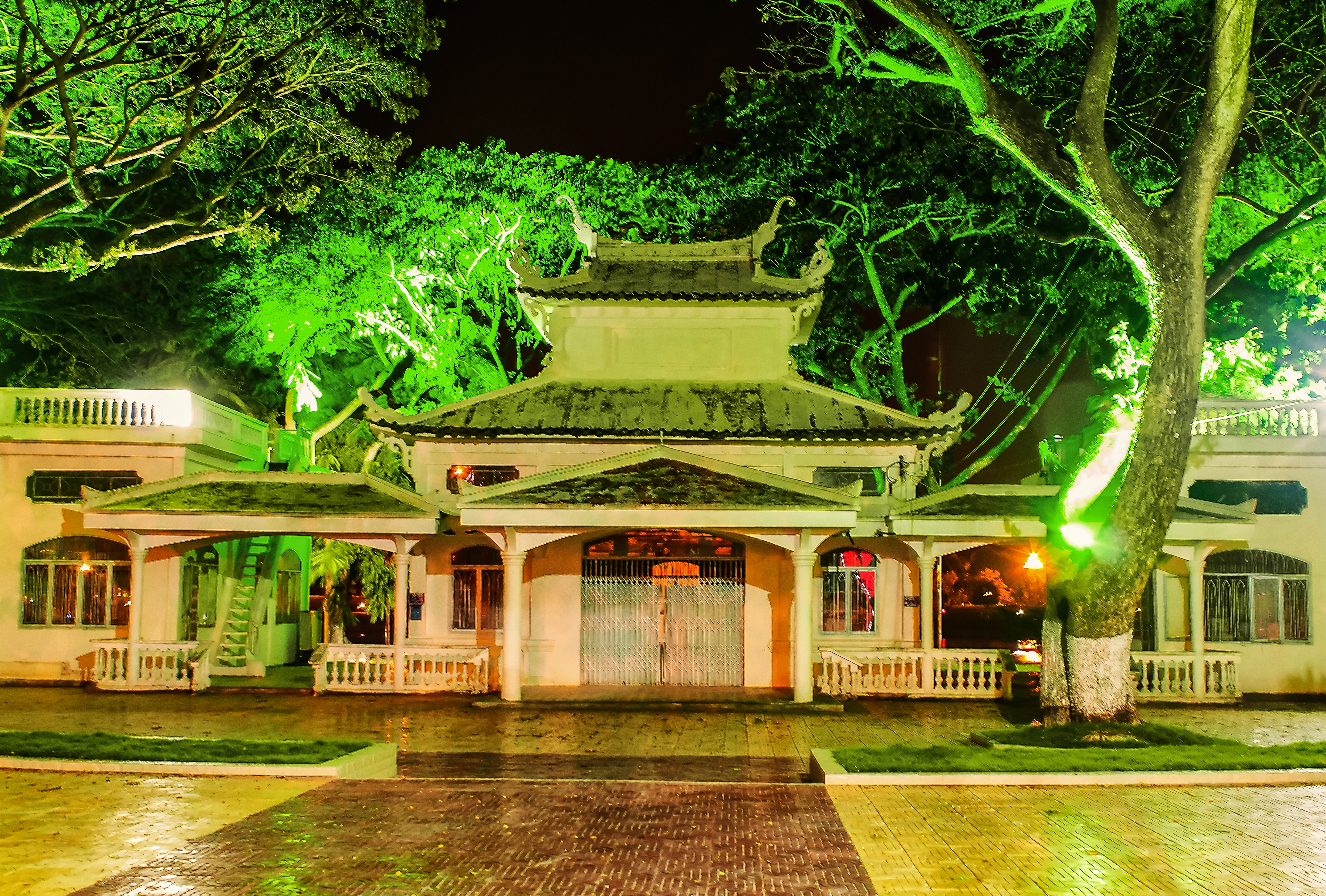
Văn miếu Cao Lãnh về đêm

Ban đầu, Văn Thánh miếu (gọi tắt là "Văn miếu") được xây dựng tại thôn Mỹ Trà, tổng Phong Thạnh, huyện Kiến Phong, phủ Kiến Tường, tỉnh Định Tường (nay thuộc phường 3, thành phố Cao Lãnh); từ ngày 4 tháng 6 (âm lịch) năm Đinh Tỵ (1857) đến ngày 28 tháng 10 (âm lịch) cùng năm thì hoàn tất. 
Người đề xướng và đứng ra xây cất là Tri phủ phủ Kiến Tường Hồ Trọng Đính.
Bên trong điện thờ chính, trên các cột có treo nhiều câu liễn, chính giữa là một bàn thờ to rộng. Trên bàn đặt các bài vị: Đức Khổng Tử ở giữa và tứ thánh (Tăng Tử, Nhan Hồi, Tử Tư và Mạnh Tử) ở hai bên. Ngoài ra, bên tả vưu và hữu vưu còn phối thờ các tiền hiền và hậu hiền, là những người có công khai mở xóm làng.
Năm Mậu Dần (1878), Văn Thánh miếu được dời đến vị trí hiện nay (đường Lý Thường Kiệt, phường 1, thành phố Cao Lãnh).
Khoảng từ năm 1935 đến năm 1940, công trình này lại được trùng tu, và việc thờ phượng cũng được sắp xếp lại. Bên trong chính điện: tả vưu làm thư viện, hữu vưu làm nơi hội họp. Tại đây, một hội tao đàn đã được thành lập.
Năm 1951, do hoàn cảnh chiến tranh, Văn Thánh miếu ngưng hoạt động và hoang phế từ đó.

Một phần Công viên Văn Miếu

Sau năm 1975, Văn Thánh miếu được chọn làm thư viện của tỉnh.
Ngày nay, khu vực chung quanh Văn Thánh miếu được xây dựng thành công viên rộng lớn gọi là Công viên Văn Miếu. Công trình được quy hoạch bao gồm các hạng mục: đường dạo, hệ thống cấp thoát nước, quảng trường, hệ thống chiếu sáng, cây xanh...với tổng diện tích khoảng 4 ha...
Tháng 4 năm 2011, chính quyền thành phố Cao Lãnh vừa thống nhất phương án trùng tu Văn Thánh miếu Cao Lãnh theo mô hình kiến trúc cũ. Theo đó, sẽ dựng lại bài vị thờ những nhà tiền hiền, ghi danh các cá nhân và tổ chức đóng góp vào quỹ khuyến học Nguyễn Sinh Sắc .
Văn Thánh miếu Cao Lãnh đã được xếp hạng là di tích Lịch sử-Văn hóa cấp tỉnh.